# Pilocamptus schroederi
Pilocamptus schroederi is een eenoogkreeftjessoort uit de familie van de Canthocamptidae. De wetenschappelijke naam van de soort is voor het eerst geldig gepubliceerd in 1915 door Van Douwe.